# Alternaria mali
Alternaria mali är en svampart som beskrevs av Roberts 1914. Alternaria mali ingår i släktet Alternaria och familjen Pleosporaceae.   Inga underarter finns listade i Catalogue of Life.